# Base Aérea de Salvador

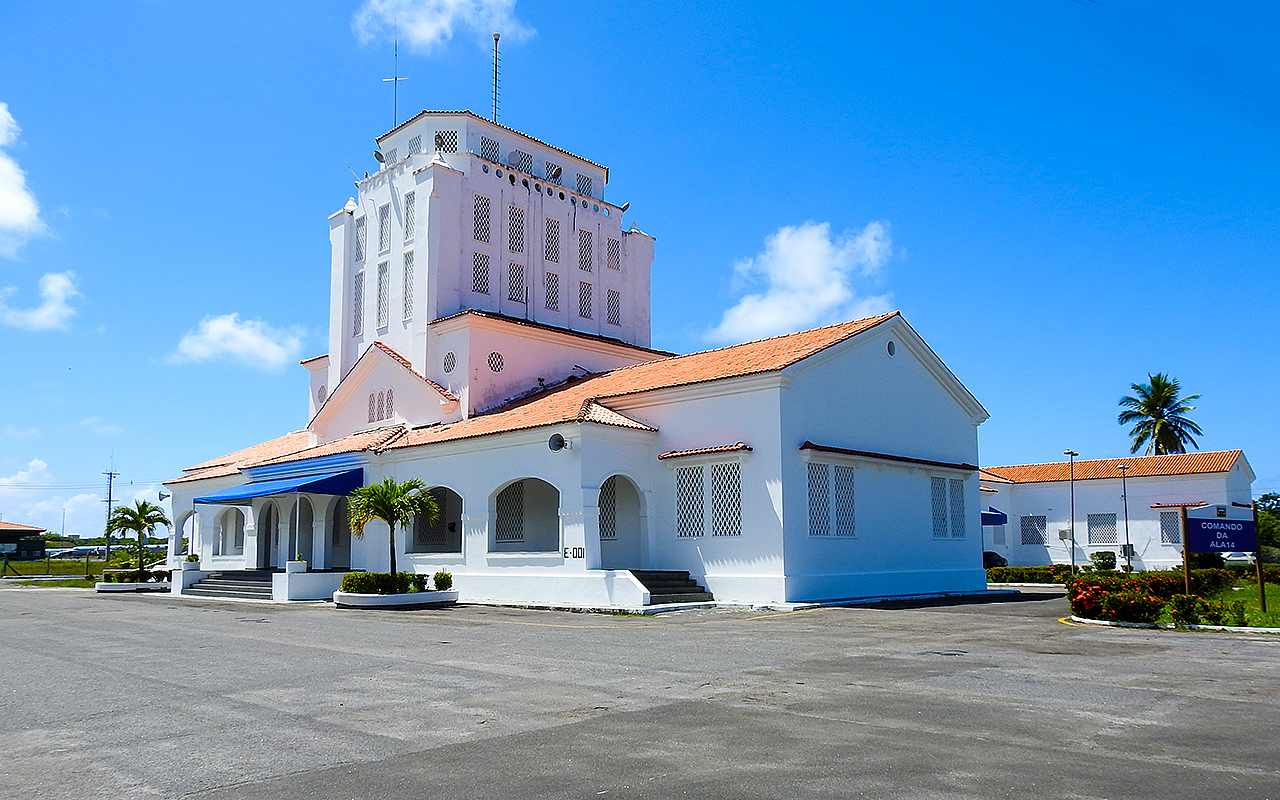
Edifício E-001 da Base Aérea de Salvador Bahia

A Base Aérea de Salvador (BASV) é uma base aérea da Força Aérea Brasileira (FAB) localizada na cidade de Salvador, capital do estado da Bahia.

## Unidades aéreas
A Base Aérea de Salvador operava a seguinte unidade da FAB:
- Primeiro Esquadrão do Sétimo Grupo de Aviação (1º/7º GAV), ou Esquadrão Orungan, com aeronaves Lockheed P-3 Orion de patrulha marítima e Guerra Antissubmarina.

## História
Como consequência da crescente preocupação do Brasil com o cenário surgido com a II Guerra Mundial a Força Aérea Brasileira criou, em 5 de novembro de 1942, a Base Aérea de Salvador.
No início de suas atividades a base não dispunha de qualquer infraestrutura e, por isso, utilizou durante um certo período as instalações, pista de pouso e aeronaves do Aeroclube de Salvador.
Aos poucos porém a base foi se estruturando. Os primeiros aviões da FAB a chegar foram os North American NA-44 oriundos da Escola de Aviação da Aeronáutica. Embora desarmados, os NA-44 realizaram importantes missões de observação apoiando os comboios aliados que transitavam pela região.
Durante a guerra, a BASV recebeu grupos de patrulha da Marinha dos Estados Unidos equipados com Lockheed PV-1 Ventura e Martin PBM-3 Mariner.
No pós-guerra, seguindo os planos de reestruturação da FAB, a BASV passou a abrigar o 1°/7° GAv - Esquadrão Orungan, responsável pelas missões de patrulha antissubmarino nos mares do Nordeste brasileiro.